# Sara Paglini
Sara Paglini (Carrara, 6 gennaio 1961) è una politica italiana.

## Biografia

### Elezione a senatore
Nel 2013 viene eletta senatrice della XVII legislatura della Repubblica Italiana nella circoscrizione Toscana per il Movimento 5 Stelle.
Segretaria della 11ª Commissione lavoro e previdenza sociale del Senato, è dal 24 giugno 2014 membro della Commissione parlamentare d'inchiesta sul fenomeno degli infortuni sul lavoro e delle malattie professionali. Come membro della Commissione parlamentare d'inchiesta si è attivata in particolare per la redazione di un Testo Unico per la sicurezza del lavoro nel settore lapideo e affinché sia garantita piena tutela ai lavoratori affetti da malattie collegate alla lavorazione dell'amianto.
In data 8 ottobre 2013 ha presentato un disegno di legge per il ripristino delle disposizioni in materia di reintegrazione del posto di lavoro di cui all'articolo 18.
E' intervenuta sul caso del "caporalato" presentando il disegno di legge 2240 "Misure per la prevenzione degli infortuni sul lavoro nelle attività agricole, nella pastorizia e nel settore della pesca" e sugli aspetti previdenziali degli addetti nelle attività estrattive marmifere presentando il disegno di legge 2366 "Misure di salvaguardia a favore dei lavoratori delle cave".
Prima firmataria nel 2014 di un disegno di legge per l'istituzione di una commissione parlamentare d'inchiesta sulla tragedia del Moby Prince, in cui persero la vita 140 persone, dal 29 ottobre 2015 è stata designata tra i membri della commissione.
Dal 4 novembre 2015 fa parte dell'Ufficio di Presidenza della Commissione che si occupa di far chiarezza sulle cause del disastro del traghetto Moby Prince.
Ricandidata al Senato nel 2018, non viene rieletta.